# János Varga
János Varga (21. října 1939 Abony – 29. prosince 2022 Budapešť) byl maďarský zápasník, olympijský vítěz, dvojnásobný mistr světa a dvojnásobný mistr Evropy.
Třikrát startoval na olympijských hrách, vždy v bantamové váze, při své první účasti v obou stylech, v ostatních případech pouze v řecko-římském. V roce 1964 na hrách v Tokiu vypadl v řecko-římském ve třetím a ve volném stylu ve čtvrtém kole. V roce 1968 na hrách v Mexiku vybojoval zlatou medaili a o čtyři roky později na hrách v Mnichově vybojoval čtvrté místo.
V letech 1963 a 1970 vybojoval titul mistra světa, v roce 1961 stříbro, 1962 a 1971 bronz a 1962 šesté místo.
V roce 1967 a 1970 vybojoval zlato, v roce 1968 stříbro a 1969 čtvrté místo na mistrovství Evropy.